# Пођо ал Тезоро (Пиза)
Пођо ал Тезоро је насеље у Италији у округу Пиза, региону Тоскана.
Према процени из 2011. у насељу је живело 17 становника. Насеље се налази на надморској висини од 85 м.